# Moselund
Moselund er en landsby i Engesvang Sogn i Ikast-Brande Kommune, der har navn efter gården Moselund. Gården er kendt tilbage til 1480-erne, hvor den hed Moslund. I 1483 arvede Henrik Persen Prip gården, som han sammen med Kærsgård og Hvinningdal i 1487 skænkede til bispedømmet ved Århus Domkirke. Efter reformationen blev gården krongods under Silkeborg Slot, der i 1664 blev overtaget af Christian Fischer, som dermed også blev ejer af Moselund. I 1873 ejedes den af en konsul Steenberg fra Randers, der startede en produktion af tørv til brændsel fra de store moseområder i den allerede da afvandede Bølling Sø. I 1877 blev jernbanen anlagt, med en holdeplads i Moselund, men alligevel gik Steenberg fallit i 1879. Tørvegravningen fortsatte, især omkring første og anden verdenskrig.
Efter krigen faldt forbruget af tørv til brændsel, men der var stadig en produktion af tørvestrøelse til gartnerier og haver frem til omkring 1970.
Bølling Sø blev genskabt i 2004 – 2005 og dens sydlige ende ligger lige øst for Moselund.

## Eksterne kilder og henvisninger
- J.P. Trap: Danmark, bd. 7 Viborg Amt, femte udgave 1962.

|  | Denne artikel om en bygning eller et bygningsværk kan blive bedre, hvis der indsættes et (bedre) billede. Du kan hjælpe ved at afsøge Wikimedia Commons for et passende billede eller lægge et op på Wikimedia Commons med en af de tilladte licenser og indsætte det i artiklen. |

56°9′51″N 9°22′7″Ø / 56.16417°N 9.36861°Ø